# Hérésie d'Orléans
Vous lisez un « article de qualité » labellisé en 2013.

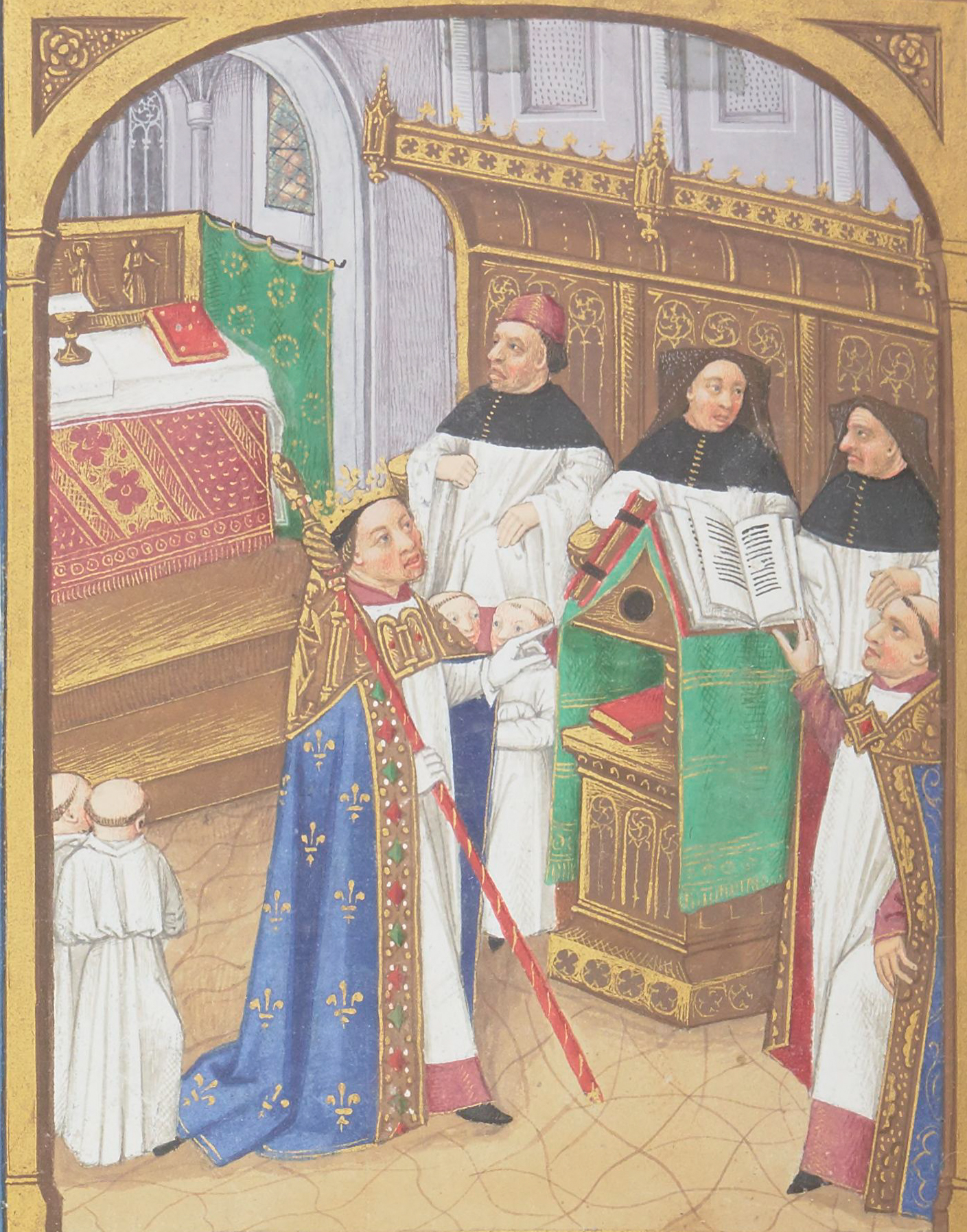
Robert le Pieux à l’office dans la cathédrale d’Orléans. Robinet Testard, Grandes Chroniques de France, vers 1471, Paris, Bibliothèque nationale de France, Fr.2609, f.144v.

L’hérésie d'Orléans est une affaire d'hérésie rapportée par plusieurs textes et chroniques du XIe siècle selon lesquels, en 1022, une douzaine des plus érudits parmi les chanoines de la cathédrale d'Orléans, liés notamment à l'entourage de la reine Constance d'Arles, furent brûlés comme hérétiques sur ordre du roi capétien Robert le Pieux. Ce fut le premier bûcher de la chrétienté médiévale. Tant par la sévérité du châtiment que par la qualité intellectuelle des accusés, l'affaire d'Orléans, procès d'une « hérésie savante », est un cas singulier au sein du « printemps des hérésies » que semble constituer le XIe siècle.
La doctrine des hérétiques d'Orléans, qu'on a cherché sans grand succès à relier à des hérésies antérieures et postérieures, remettait en cause le rôle de la grâce et donc les sacrements qui la confèrent ; elle privilégiait une quête spirituelle intérieure accompagnée d'un ascétisme rigoureux. C'était une manière pour les hérétiques de contester l'autorité épiscopale, dont les préoccupations laïques étaient de moins en moins tolérées dans le cadre d'un mouvement de réforme de l'Église qui recueillait un large consensus au sein de la société médiévale. Mais, par leur radicalité, ces innovations théologiques allaient bien au-delà de la rénovation de l'Église et impliquaient un bouleversement majeur de l'organisation sociale de la chrétienté médiévale d'Occident. C'est pourquoi les autorités laïques et ecclésiales en place prirent soin, par un jugement et un châtiment exemplaire, de stigmatiser avec force les déviances de ces intellectuels orléanais.
En outre, l'affaire se place dans le contexte d'un conflit de pouvoir majeur autour de l'évêché d'Orléans entre le roi de France Robert le Pieux et le comte de Blois Eudes II : si Orléans était cité royale et l'une des principales résidences du roi, les comtes de Blois, ses puissants voisins, étaient néanmoins tentés d'y imposer leur influence pour mieux relier les différents éléments de leur domaine. Cela pouvait passer par le contrôle du siège épiscopal et c'est d'ailleurs ce qui se déroula lors du synode de 1022 : sa première tâche consista à déposer l'évêque en place, nommé avec le soutien du roi dix ans plus tôt, pour le remplacer par son concurrent malheureux d'alors, un homme du comte de Blois.

## Les faits

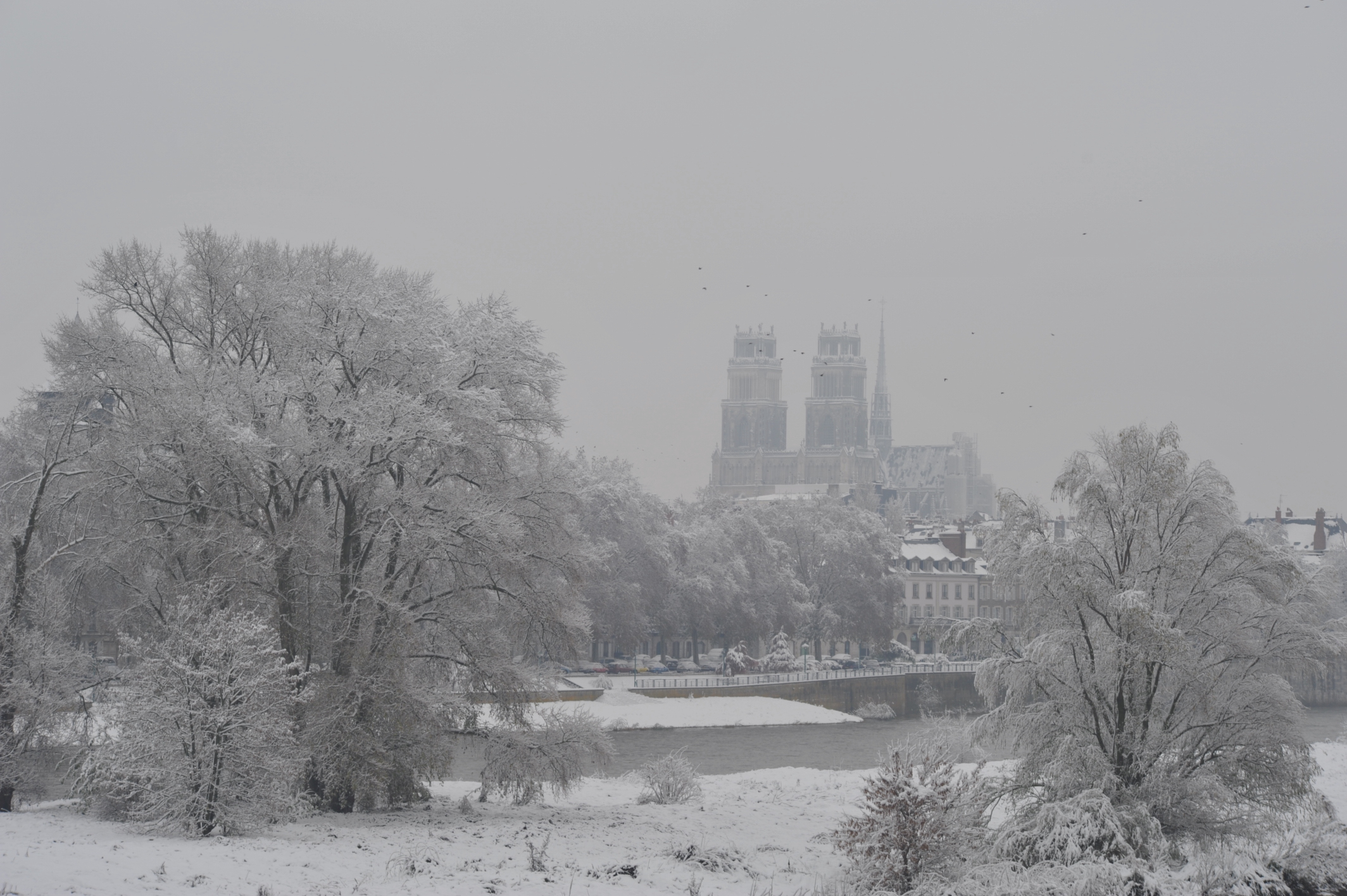
Les hérétiques étaient tous membres du chapitre de la cathédrale Sainte-Croix d'Orléans. Les parties les plus anciennes du bâtiment actuel datent du XIIIe siècle.

Le jour de Noël 1022, une douzaine de chanoines (selon les sources, leur nombre varie entre dix et quatorze), membres du chapitre cathédral d'Orléans, furent accusés de diffuser, dans le cadre de leur enseignement, des dogmes erronés. Le dénonciateur serait un chevalier normand venu de Chartres, nommé Arefat. Le roi de France Robert le Pieux ordonna à ses agents de les arrêter et convoqua immédiatement un synode composé exclusivement d'évêques pour juger ces membres de l'élite cléricale orléanaise, au nombre desquels se trouvaient le chantre de Sainte-Croix, Lisoie, et le confesseur de la reine Constance, Étienne. Les participants au synode convoqué par Robert le Pieux sont connus par un précepte royal daté du même jour. Outre le nouvel évêque d'Orléans Oury, étaient présents Gauzlin, abbé de Fleury et archevêque de Bourges, Francon, évêque de Paris et chancelier du roi, Guérin, évêque de Beauvais, ainsi que Liéry, l'archevêque de Sens, supérieur immédiat de l'évêque d'Orléans en tant que métropolitain.
Les débats au sein du synode durèrent une journée selon la procédure accusatoire classique (et non inquisitoire), tandis qu'à l'extérieur la foule réclamait la mort des accusés. Après avoir défendu l'orthodoxie de leur comportement (« ils glissaient entre les doigts comme des anguilles et on ne pouvait appréhender leur hérésie » souligne Arefat via Paul de Chartres), les accusés finirent par admettre les faits qui leur étaient reprochés et même les revendiquer hautement ; le 28 décembre 1022, ils furent conduits hors de la ville et enfermés dans une cabane de bois qu'on incendia. Les hérétiques, pris dans un élan mystique, auraient vécu cette fin comme un martyre libérateur. Pour la première fois, la chrétienté médiévale recourait au bûcher pour punir des hérétiques, sans doute en contradiction avec la législation canonique, qui ne prévoyait pas avant le XIIIe siècle la peine de mort comme punition pour un hérétique.
Les raisons de cette condamnation semblent de deux ordres, comme l'a montré une étude approfondie du médiéviste Robert-Henri Bautier publiée en 1970. D'une part, les chanoines accusés paraissent effectivement avoir fait preuve d'une certaine audace en matière doctrinale, spéculations qui prêtaient le flanc à l'accusation d'hérésie. Mais « ce sont à l'évidence des rivalités politiques qui donnèrent un tour dramatique aux évènements, que ces rivalités soient liées à l'accès au siège épiscopal d'Orléans, alors centre du pouvoir royal, ou à l'hostilité de certains princes envers l'entourage de la reine Constance ».

## Une hérésie savante

### Des hérétiques de haute tenue intellectuelle

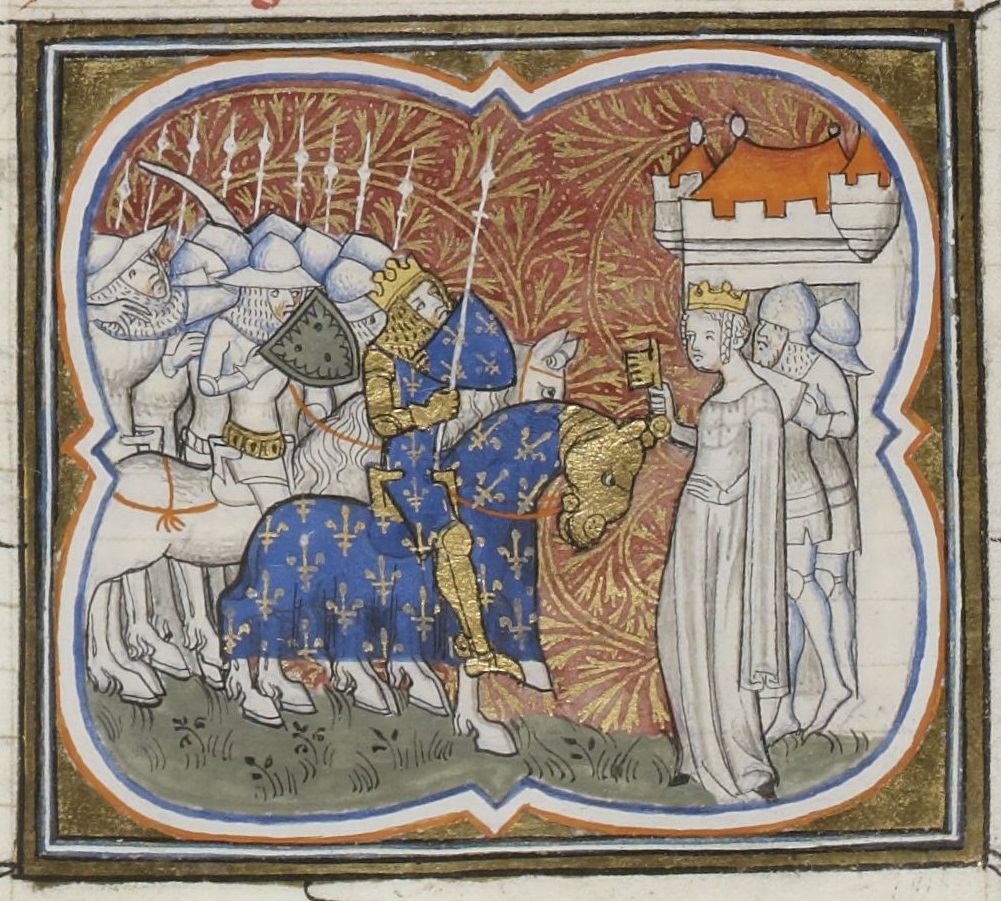
Les hérétiques faisaient partie de l'entourage de la reine Constance d'Arles. Miniature représentant la reine se rendant à son fils, Henri Ier de France. Grandes Chroniques de France de Charles V, BNF, Fr.2813, f.177

Dans la première moitié du XIe siècle, les sources signalent en Occident, et particulièrement dans le royaume de France, une résurgence de mouvements hérétiques, ce qui n'était plus signalé depuis plus ou moins deux siècles. L'affaire d'Orléans est sans doute la mieux connue de cet ensemble. Ce qui la distingue néanmoins, c'est sa dimension d'hérésie « savante » et non « populaire » comme les autres manifestations de déviance doctrinale recensées à cette époque. De fait, les auteurs des récits dont nous disposons soulignent tous, pour s'en étonner, que les hérétiques faisaient partie de l'élite cléricale d'une ville alors « résidence royale et qu'on pourrait même qualifier de capitale du royaume ». Jean de Ripoll les compte « parmi les clercs les plus réputés (meliores) », élevés dès l'enfance dans la religion et tout « autant imprégnés de littérature sacrée que de littérature profane » si l'on en croit André de Fleury. Adémar de Chabannes évoque leur grande piété apparente et Raoul Glaber souligne  qu'ils étaient « estimés en ville comme les plus remarquables du clergé par leur naissance et par leur science, leur chef étant le plus aimé des clercs de la cathédrale ».
Les plus influents à la Cour royale parmi les hérétiques d'Orléans furent probablement Lisoie, chantre de Sainte-Croix, et Étienne, confesseur de la reine Constance. Leurs deux noms apparaissent dans tous les témoignages, pour souligner leur renommée. André de Fleury évoque également un autre chanoine appelé Fouchier, et Raoul Glaber un écolâtre de Saint-Pierre-le-Puellier nommé Herbert. Paul de Chartres évoque lui aussi un certain Herbert, sans doute un homonyme à distinguer du premier : il s'agit d'un personnage déterminant dans le déclenchement de l'affaire. Ce simple clerc normand, venu bénéficier de l'enseignement dispensé par ces maîtres orléanais, aurait considéré, ébloui, « qu'Orléans brillait plus que toute autre ville par la lumière de la science et la flamme de la sainteté ».
C'est en effet dans le milieu de l'enseignement que s'est développée l'hérésie. La fonction de chantre comprenait souvent la direction des écoles. Or non seulement Lisoie a été impliqué, mais aussi son prédécesseur, Theodatus ou Deodatus, considéré comme un homme pieux et mort depuis trois ans au moment des faits : l'évêque d'Orléans ordonna, à l'issue du synode, l'exhumation de son corps pour qu'il fût jeté à la voirie. Cette démarche suppose un enracinement des thèses litigieuses parmi les maîtres orléanais, ce qui a amené Robert-Henri Bautier à faire le rapprochement entre ce personnage et l'Adeodadus à qui Fulbert de Chartres, alors écolâtre de Chartres, avait, dès avant 1006, adressé, pour le mettre en garde contre des spéculations hasardeuses, son traité sur la Trinité, le baptême et l'eucharistie, les trois éléments de doctrine au cœur de l'hérésie orléanaise. Fulbert, sur un ton qui manifestait clairement son inquiétude face aux questions que lui adressait Déodatus, soulignait l'incapacité de l'esprit humain à saisir les secrets des mystères divins et rappelait lourdement à son correspondant que « bien des gens qui ont commencé par scruter ces ténèbres et qui ont échafaudé des raisonnements se sont effondrés dans les ténèbres épaisses et denses de l'erreur ».

### Doctrine des hérétiques
Il est délicat de définir exactement la doctrine des hérétiques d'Orléans ; les sources se contentent en général de mentionner les points qui la rendent incompatible avec le discours admis par les autorités ecclésiales, en exagérant parfois le contraste pour mieux stigmatiser les déviants. Les auteurs qui évoquent l'hérésie ne se préoccupent pas d'en faire un exposé précis et complet : seuls les raisonnements envisagés isolément comme hétérodoxes les intéressent. En outre, on doit garder à l'esprit qu'en dehors même des cas de falsification manifeste et délibérée, « le discours tenu par l'hérétique dans les meilleurs documents n'est pas son propre discours, mais une réponse obligée à un modèle qu'on lui impose, ou plutôt ce que l'interrogateur en a pu ou voulu retenir ».

#### Une grande réticence vis-à-vis de la grâce
D'après Jean de Ripoll, les hérétiques refusaient le baptême car ils considéraient qu'il ne conférait pas la grâce, qu'il ne permettait pas de recevoir le Saint-Esprit ; ils niaient qu'il puisse y avoir transsubstantiation dans l'eucharistie, estimaient qu'il ne pouvait y avoir de pardon après un péché mortel, désapprouvaient le mariage et refusaient toute nourriture animale, jugée impure. Ce dernier point n'est pas évoqué par André de Fleury, pourtant bien informé, mais les autres sources le confirment. En revanche, André de Fleury apporte des précisions supplémentaires sur les hérétiques : ils ne voyaient pas l'intérêt des édifices cultuels (une église ne pouvant se définir par l'Église et réciproquement) ; ils ne reconnaissaient pas l'autorité de l'évêque, lui déniant notamment la qualité de dépositaire du Saint-Esprit et contestant ainsi sa capacité à ordonner des prêtres ; ils niaient toute valeur à l'imposition des mains et ne croyaient pas en la virginité de Marie,.
Une telle doctrine montre une grande défiance vis-à-vis de la grâce telle qu'elle était communément envisagée alors, c'est-à-dire selon la définition de saint Augustin. Les hérétiques sont ainsi sceptiques quant à son action et rejettent logiquement les sacrements et les gestes par lesquels elle se transmet : baptême, pénitence, ordination épiscopale des prêtres, imposition des mains. Ils considèrent au contraire que c'est exclusivement par le mérite de ses œuvres que l'homme parvient au salut, ce qui suppose une ascèse rigoureuse et une intense vie intérieure qui rend superflu le recours à une église et aux rites qui s'y célèbrent. D'où également leur refus du mariage et de la consommation de viande, leur chasteté et, au-delà, leur « aspiration au martyre par lequel il est possible de s'unir à Dieu dans la félicité éternelle ». Il est frappant de constater que les hérétiques de Sainte-Croix défendaient à peu de chose près la même doctrine que les hérétiques d'Arras qui, deux ans plus tard, en janvier 1025, furent jugés en synode par l'évêque Gérard de Cambrai. Là aussi, les accusés se caractérisent par la valeur accordée aux seules œuvres, « déviations spéculatives de clercs intellectuels qui cherchent le salut dans la plus stricte ascèse salvatrice ». Sans doute le discours réformateur au sein de l'Église entraînait-il une certaine surenchère chez certains qui pouvaient de ce fait basculer de l'exaltation de la réforme à la profession d'hérésie.

#### Des liens controversés avec les hérésies antérieures et ultérieures

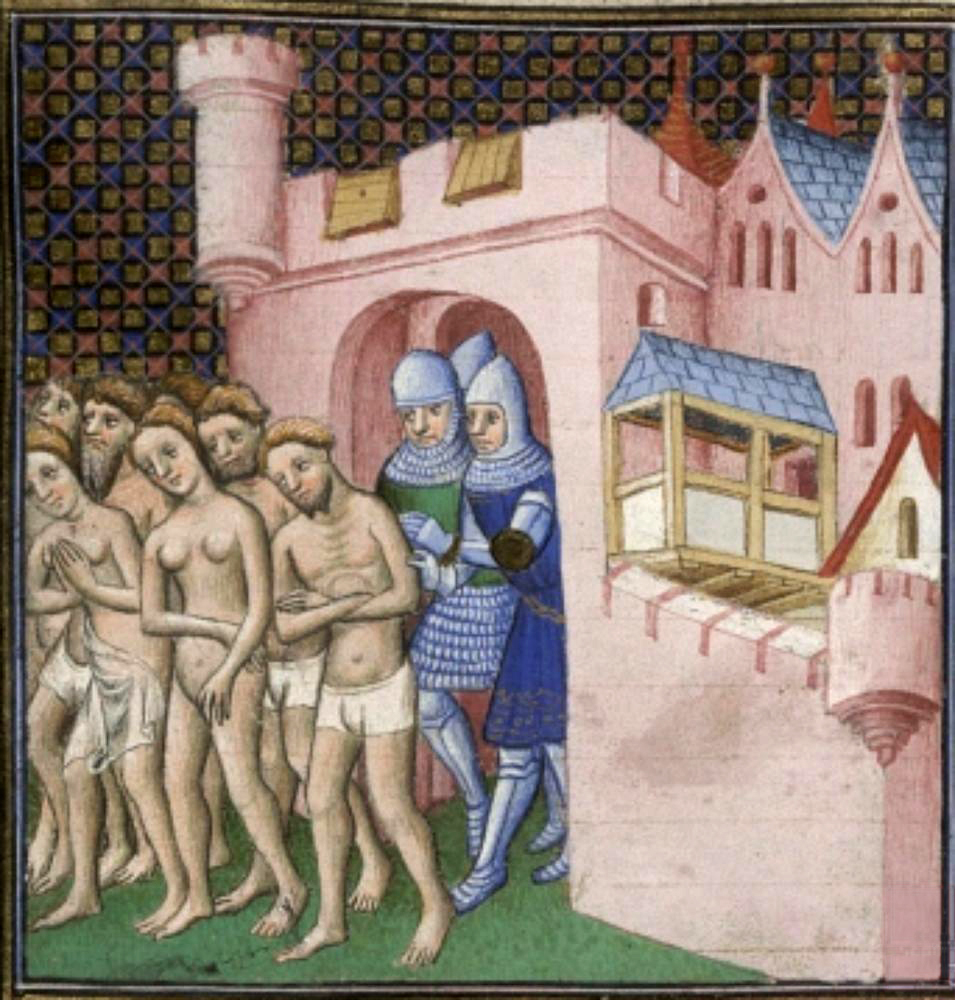
Du fait de leur prétendu manichéisme, les historiens ont longtemps, à tort, établi un lien de filiation entre hérétiques d'Orléans et Cathares. Miniature représentant l'expulsion des Albigeois de Carcassonne en 1209, extraite d'un manuscrit des Grandes Chroniques de France, British Library, Cotton Nero EII Pt2, f20v.

Le fait qu'Adémar de Chabannes les désigne comme des manichéens a pu amener certains historiens à associer leurs thèses à celles des Cathares, sans doute à tort, tant ces accusations de manichéisme n'avaient « qu'une valeur d'hérésie type, sans référence particulière à une doctrine donnée ».
Si les historiens les plus récents s'accordent sur le fait que ces correspondances avec les hérésies postérieures doivent être largement relativisées, il n'en est pas de même pour les liens entre la doctrine des chanoines d'Orléans et les dérives hérétiques antérieures. Le sujet porte en effet largement à controverse, et plusieurs hypothèses ont en la matière été formulées, toutes appuyées sur l'examen des sources à notre disposition.
Ainsi, Huguette Taviani-Carozzi a développé dans un long article sa thèse selon laquelle la doctrine d'Orléans aurait un puissant fondement gnostique. Elle s'appuie notamment sur un passage d'Adémar de Chabannes  (où il souligne que les condamnés, « paraissant sûrs d'eux, ne craignaient en rien le feu ; ils assuraient qu'ils sortiraient indemnes des flammes et c'est en riant qu'ils furent attachés au milieu du feu ») dans lequel elle relève un comportement caractéristique des gnostiques, fondé sur une lecture radicale des évangiles apocryphes : rejetant le monde terrestre et charnel, « sûrs de la voie de salut qu'ils prêchaient […], les chanoines, élite de l'enseignement dispensé à Sainte-Croix, étaient parvenus à un tel niveau de « spiritualité » que seul l'anéantissement du corps, de la chair abhorrée sous toutes ses formes, pouvait leur apporter le salut ». Cette analyse est cependant contestée par Florian Mazel, qui soutient que c'est « sur la base d'une confiance excessive dans les discours ecclésiastiques » qu'on a pu croire à « la résurgence, dans un contexte intellectuel ou eschatologique favorable (le millénaire de la passion du Christ), d'un gnosticisme chrétien dont la perpétuation se serait poursuivie de manière souterraine durant des siècles ».
Pour sa part, Robert-Henri Bautier considère que les lectures des hérétiques d'Orléans en auraient faits des néo-pélagiens : « Il s'agit manifestement d'une déviation de clercs qui, pour avoir trop lu saint Augustin, ont fini par se pénétrer de la doctrine de ceux qu'il combattit et par en épouser les conceptions ».
Ces controverses soulignent que les sources textuelles à notre disposition sont contradictoires et d'interprétation délicate sans mise à distance. Elles doivent être considérées pour ce qu'elles sont et les éléments d'information qu'elles offrent replacés chacun dans leur contexte de production. De ce point de vue, certains historiens (Robert-Henri Bautier et Florian Mazel notamment) ont été amenés, contre d'autres (Huguette Taviani-Carozzi, Jean-Pierre Poly et Éric Bournazel), à envisager avec beaucoup de circonspection certaines sources (cf. ci-dessous), soulignant la faiblesse de certains passages des récits laissés par Adémar de Chabannes, qui assimile les hérétiques à des manichéens, de Raoul Glaber, qui leur prête une doctrine incohérente et de Paul de Chartres qui porte contre les hérétiques des accusations totalement fantaisistes (culte démoniaque, débauche collective, usage de poudre d'enfant…).

### Cerner la réalité de l'hérésie d'Orléans: controverses autour des sources

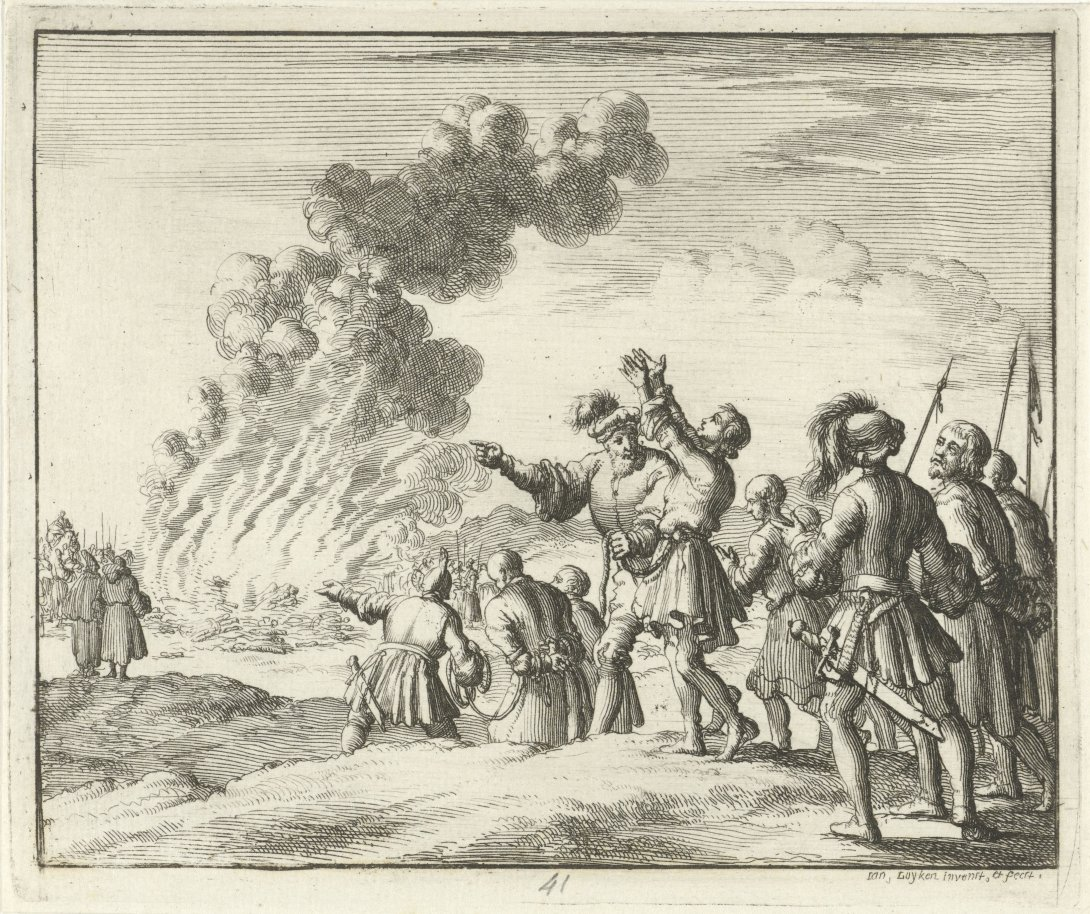
Le Miroir des martyrs cite les 14 hérétiques comme martyrs pour la foi apostolique,.

Cinq récits de l'hérésie d'Orléans sont connus. Ces sources textuelles à notre disposition sont d'une fiabilité variable et controversée. Robert-Henri Bautier estime qu'elle est grossièrement proportionnelle à la contemporanéité variable de leur rédaction avec les faits décrits, mais d'autres historiens (notamment Huguette Taviani-Carozzi) considèrent que les récits les plus tardifs sont les plus intéressants car les plus développés.

#### Le témoignage de Jean de Ripoll
Le premier, dans l'ordre chronologique, est dû à Jean de Ripoll, moine à l'abbaye du même nom et envoyé en mission par son abbé, Oliba (971-1046), à l'abbaye de Fleury de Saint-Benoît-sur-Loire. Il s'agit d'une lettre dans laquelle Jean décrit l'hérésie orléanaise pour que son supérieur puisse éventuellement la détecter dans sa région. Cette lettre aurait été écrite dans les premiers mois de 1023, et Jean de Ripoll a probablement été bien informé car l'abbé de Fleury, Gauzlin, et plusieurs de ses moines furent membres du synode qui aboutit à la condamnation. Robert-Henri Bautier souligne que la lettre écrite par Jean de Ripoll serait digne de foi dans la mesure où elle ne semble pas avoir d'autre objet que d’informer son destinataire des événements dont le moine catalan a pu être témoin. Ce dernier, en mission à Orléans, a pu de fait s'enquérir du contenu des thèses hérétiques auprès d'acteurs du synode, et il rédige son texte uniquement « dans la perspective de permettre à son propre abbé de déceler les traces éventuelles d'hérésies qui se développeraient dans son diocèse ».

#### LaChroniqued'Adémar de Chabannes

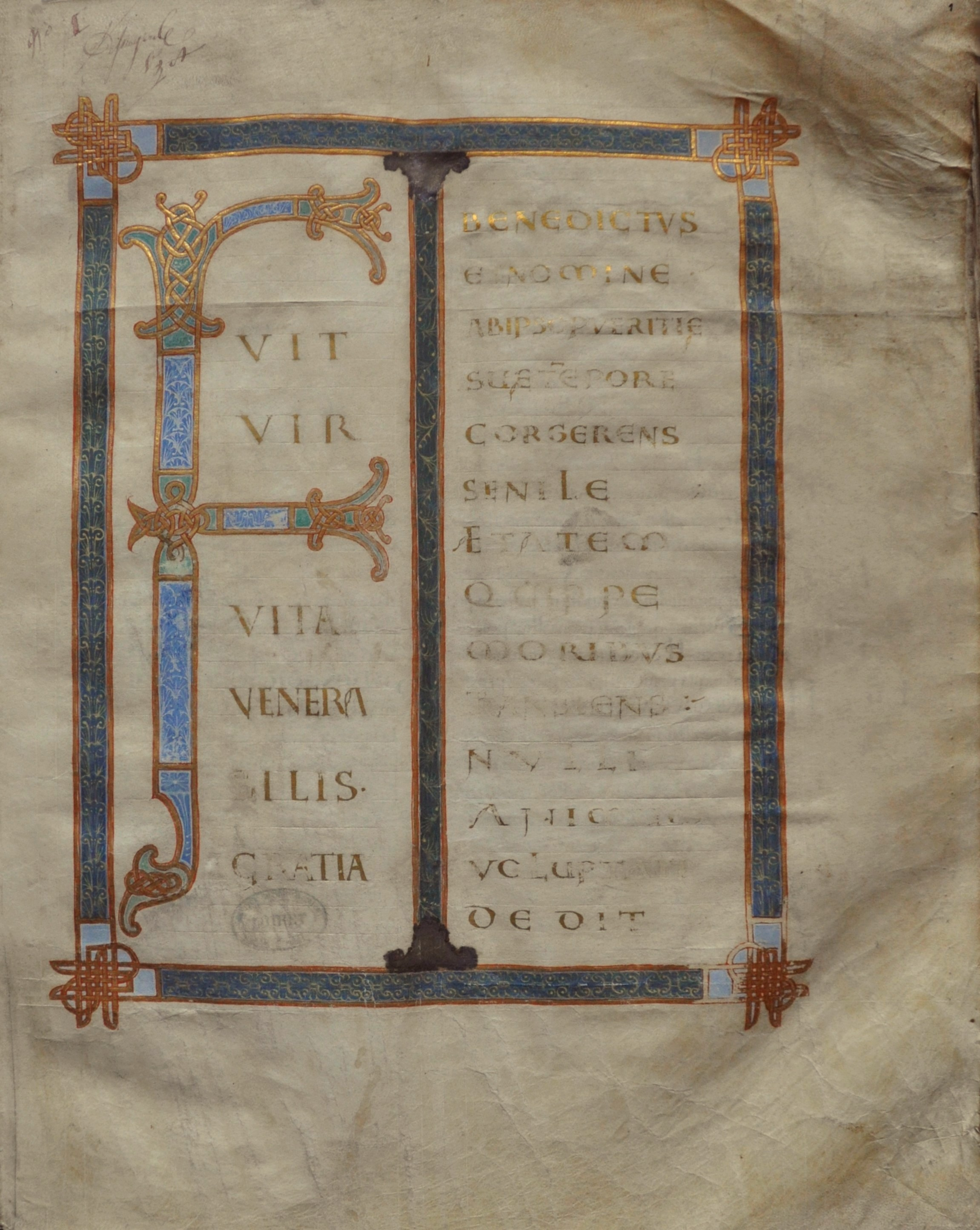
Première page d'un manuscrit des Miracula Sancti Benedicti dans lequel André de Fleury rend compte de l'hérésie d'Orléans, XIe siècle. Archives départementales du Loiret, H20.

Le second récit de l'affaire d'Orléans est celui d'Adémar de Chabannes, qui l'évoque dans sa Chronique pour le replacer immédiatement dans ce qu'il présente comme une résurgence hérétique globale à l'Occident dans ces années-là. Huguette Taviani-Carozzi souligne que le fait qu'ils soient tous, y compris les chanoines orléanais, désignés comme des « manichéens » « dénote l'étonnement devant une déviation que l'on cherche à comprendre en la comparant à celle combattue par les Pères de l'Église et connue par leurs œuvres » : cela n'a pas de valeur documentaire. Ce témoignage indirect, développé davantage dans la version définitive de l'œuvre d'Adémar, date au plus tard de 1028 et offre peu de garanties de fiabilité selon Robert-Henri Bautier, davantage selon Huguette Taviani-Carozzi.

#### Les références d'André de Fleury
André de Fleury rapporte les événements dans sa Vita Gauzlini (Vie de Gauzlin), rédigée vers 1042, ainsi que dans les Miracula Santi Benediti (Miracles de saint Benoît, hagiographie reprenant des éléments de l'histoire de l'abbaye de Saint-Benoît). Lui en revanche peut être considéré comme un témoin direct de l'affaire, puisqu'il a côtoyé tant Gauzlin que d'autres moines de Fleury présents au synode, et qu'il est même possible qu'il y ait assisté en personne.

#### L’Histoirede Raoul Glaber
Raoul Glaber, contemporain de l'hérésie mais qui ne rapporte les événements qu'à la fin des années 1040 dans ses Histoires, caricature trop les faits selon Robert-Henri Bautier pour que les informations qu'il apporte en s'en prétendant le témoin direct ne soient invalidées par leurs outrances incompatibles avec la réalité : il se trompe d'ailleurs en plaçant l'hérésie en 1017 et en la faisant naître de l'influence d'une femme italienne possédée par le démon. Son œuvre est pourtant considérée avec beaucoup d'intérêt par Huguette Taviani-Carrozzi, qui tend à le réhabiliter en soulignant la structure particulière de son récit, sur le modèle de l’historia (cf. ci-dessous).

#### Un récit complet mais discuté: Paul de Chartres

##### Actes du synode de 1022?

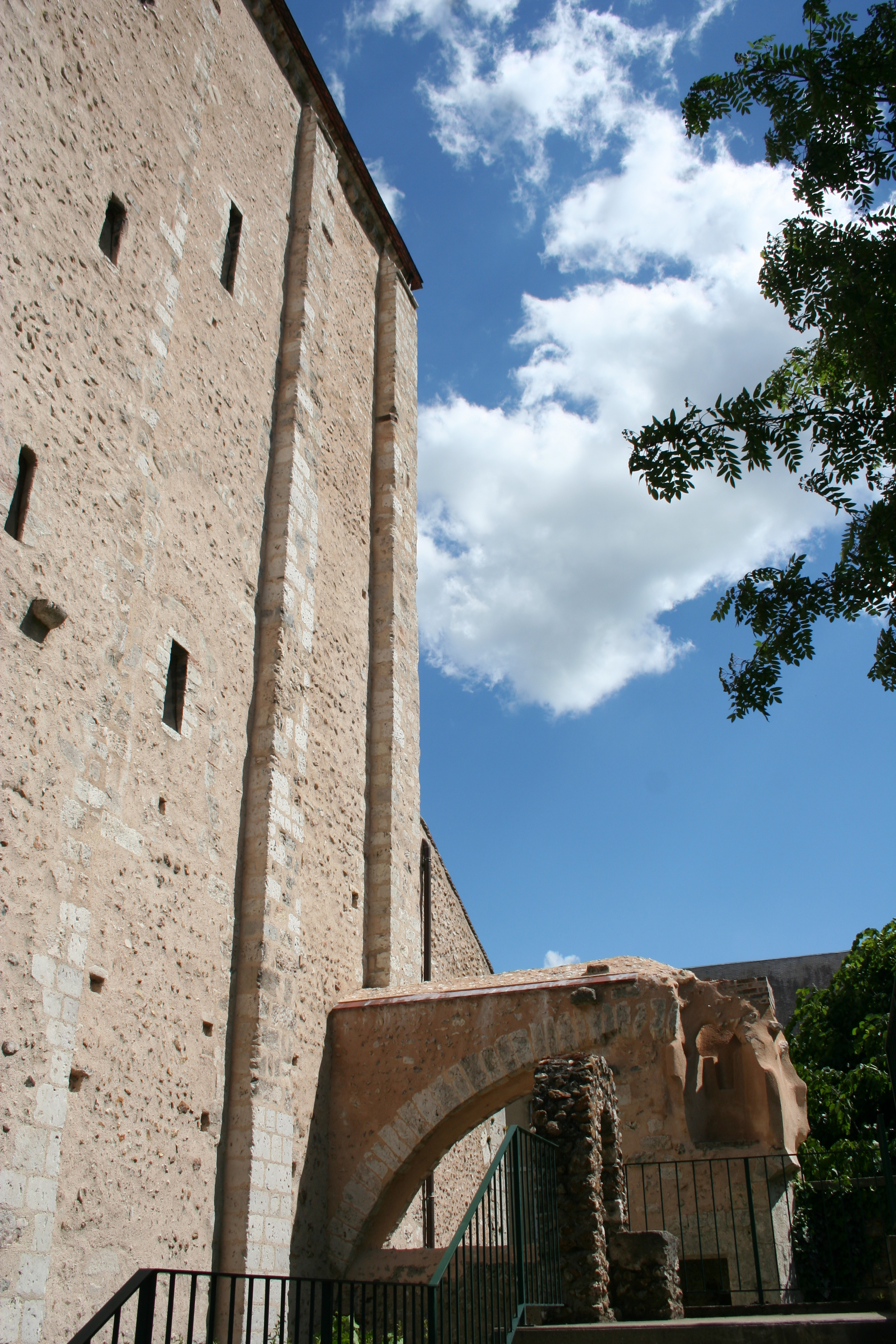
La tour ouest de l'église Saint-Pierre de Chartres, vestige de l'abbaye de Saint-Père.

Le document le plus détaillé sur l'hérésie d'Orléans est aussi celui qui en est le plus éloigné dans le temps puisqu'on peut le dater d'une soixantaine d'années après les événements. Il s'agit d'un extrait du cartulaire de l'abbaye Saint-Père de Chartres au sein duquel le moine Paul insère un long passage sur l'hérésie à l'occasion de la transcription d'une charte de donation accordée au monastère par  un noble normand qui joua un rôle important lors de l'affaire d'Orléans en 1022, nommé Arefat, probablement lorsqu'il prit l'habit du monastère de Chartres en 1027.
La valeur accordée à cette source est variable selon les historiens. Les très nombreux détails présents dans le texte du moine Paul ont amené les rédacteurs du Recueil des historiens des Gaules et de la France, aux XVIIIe siècle et XIXe siècle, mais aussi des auteurs de la seconde moitié du XXe siècle, comme Raffaello Morghen en 1955, à les désigner comme « Actes du synode d'Orléans ». L'appellation est évidemment abusive, Paul de Chartres ne pouvant être (il ne le prétend pas d'ailleurs) rédacteur des actes d'un synode ayant eu lieu soixante ans auparavant.

##### Une source controversée
La controverse porte davantage, sinon sur la qualité de la source utilisée par Paul, du moins sur la rigueur avec laquelle il en aurait rapporté des éléments dans son propre texte. Robert-Henri Bautier est le plus critique. Il souligne notamment qu'il est fort improbable que Paul soit un « contemporain » d'Arefat comme il le prétend : ce dernier, probable frère de Gonnor, femme du duc Richard II de Normandie, fut témoin du grand privilège de Richard Ier de Normandie pour Fécamp en 990 et d'une donation de sa sœur à l'abbaye du Mont-Saint-Michel en 1015 ; il n'est plus signalé comme moine à Saint Père de Chartres après 1033. Dès lors, Robert-Henri Bautier considère que, loin de s'être entretenu avec lui à propos de son rôle dans l'affaire d'Orléans, Paul de Chartres naquit peu ou prou à l'époque où Arefat disparaissait, chargé d'ans, et conclut : « on ne saurait donc se fier aveuglément au récit du moine Paul, surtout en ce qui concerne les points de doctrine des hérétiques, même si sur d'autres éléments qui intéressaient directement Saint-Père, comme les rôles respectifs d'Arefat et du moine Evrard, on peut penser que la tradition orale, si vive dans les milieux monastiques, aura pu en conserver l'essentiel. […] Il est peu de sources que nous devons manier avec plus d'esprit critique ». 

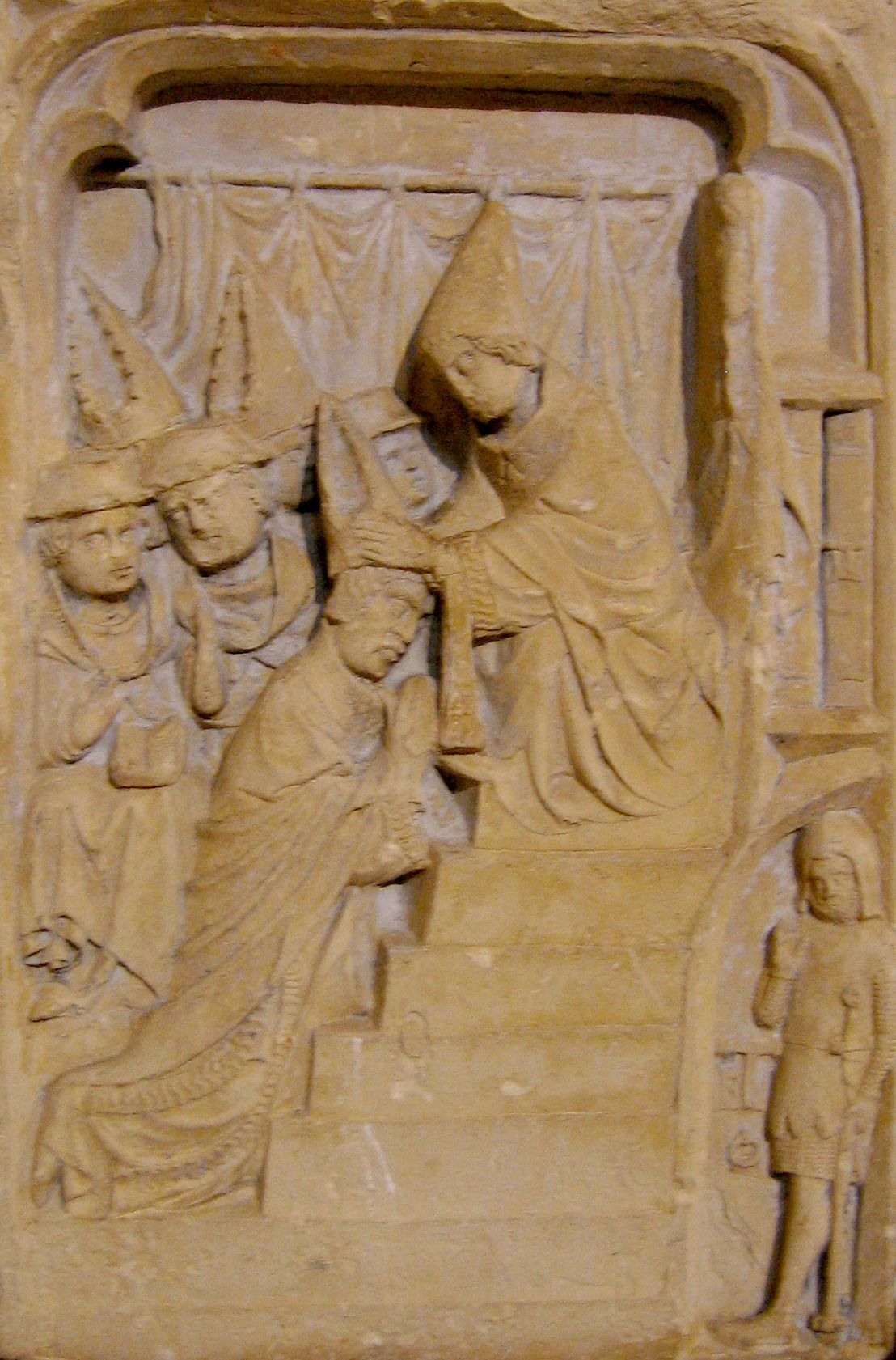
Imposition des mains telle qu'elle était contestée par les hérétiques. Bas-relief provenant de la basilique Saint-Sernin de Toulouse, XIVe siècle, Musée des Augustins de Toulouse.

Non seulement Robert-Henri Bautier remet en cause la qualité des sources orales de Paul de Chartres, mais il doute même qu'il ait consulté et transcrit réellement des éléments issus des actes du synode, considérant que le texte de Paul n'est qu'une reprise amplifiée du récit d'Adémar de Chabannes (« mêmes allusions aux scènes d'incantation diabolique, aux accouplements nocturnes et incestueux, au pouvoir magique de la poudre d'enfants nouveau-nés, etc. »). Le jugeant moins fiable que celui d'Adémar, Robert-Henri Bautier souligne également les contradictions qui émaillent le récit de Paul. Ainsi, ce dernier souligne l'importance chez les hérétiques de l'imposition des mains quand André de Fleury leur reproche de ne pas l'accepter, et son texte semble parfois plus proche du catalogue des comportements hérétiques les plus spectaculaires que de la description rigoureuse de la réalité : « à relever tous les chefs d'accusation, qui vont jusqu'à la démonolâtrie et l'accouplement rituel, il ne resterait pas grand chose de la doctrine chrétienne dont ces hommes passaient pour être des représentants qualifiés ».

##### Une structure narrative calquée sur celle du synode
Le scepticisme de Robert-Henri Bautier à propos des travaux de Paul de Chartres est jugé excessif par plusieurs historiens. Si les contradictions qu'il relève dans son discours sont incontestables, elles peuvent s'expliquer par des schémas discursifs spécifiques à ce type d'écrit (cf. ci-dessous) et, en tout état de cause, les ruptures de style du récit démontrent, selon Jean-Pierre Poly et Eric Bournazel, les « remplois » variés effectués et donc l'utilisation de sources différentes, dont les actes du synode eux-mêmes.
Huguette Taviani-Carrozzi considère également que Paul a eu recours aux actes du synode, notamment parce que son texte, très précis, « en restitue le déroulement : avec la profession de foi des évêques à l'ouverture, rappelée aux présumés coupables qui, en la rejetant point par point, se situent en marge du dogme et de la discipline officiels ; avec le questionnaire plus précis qui, de ce simple rejet, conduit l'auditoire - et le lecteur - à l'exposé du dogme et de la discipline enseignés par les hérésiarques ; avec le rituel ecclésiastique de la sentence d'exclusion de l'Église, auquel s'ajoute la sentence royale de mutilation et de mort ».

##### Schémas discursifs anciens

Isidore de Séville, théoricien de l’historia, présentant sa Défense de la foi catholique à sa sœur Florentine, vers 800. BNF, Lat.13396, f.1v.

Certes, entre ces deux dernières étapes du récit, Paul introduit un développement grotesque autour des pratiques de culte au démon, de débauche collective ou de sacrifice d'enfants qui ne contribuent guère à crédibiliser son discours. C'est oublier, d'après Huguette Taviani-Carrozzi, qu'il fait alors, selon ses propres termes, une disgressio ne consistant en fait qu'à reprendre des accusations classiquement portées à partir du IVe siècle contre les manichéens et autres hérétiques, digression « qui, donc, ne présente aucun intérêt historique sinon celui de la transmission de topoï sur les hérétiques ».
Ce processus  est lié à la tendance des auteurs du XIe siècle à plaquer sur les hérésies de leur époque une grille de lecture ancienne : ils « héritent ainsi à la fois de procédures visant à lutter contre les hétérodoxes et de schémas de pensée destinés à les disqualifier […] par des métaphores ou l'emploi de champs lexicaux péjoratifs ».

##### Unehistoria«digne de mémoire»
Dans ce cadre, la structure rhétorique très réglée du texte de Paul de Chartres découle des attributs de la fonction épiscopale (en l'occurrence, surveiller la foi dans son diocèse) et du synode où elle se déploie finalement. Mais elle révèle également la dimension édificatrice particulière de la relation du moine de Saint-Père, sa conformité au modèle médiéval de l’historia telle qu'il a été étudié notamment par Bernard Guenée. L’historia médiévale, dans la tradition d'Isidore de Séville et de ses Étymologies, vaut par son « utilité » : elle permet « l’instruction des hommes du présent par la narration des actions passées des hommes ». Ces actions ne sont nullement placées dans l'œuvre de manière hasardeuse : Paul souhaite, après que la nouvelle ait été simplement répercutée (cf. Jean de Ripoll), en faire un récit plus construit, mieux ordonné, qui « associe étroitement l'édification à l'histoire et répond à l'objectif d’utilité de l'histoire », toujours envisagée d'un point de vue religieux.
C'est ainsi que l'hérésie d'Orléans devient sous la plume de Paul de Chartres, ou auparavant d'Adémar de Chabannes et Raoul Glaber, une histoire exemplaire, un fait historique « digne de mémoire ». Dans son introduction, Paul de Chartres justifie ainsi son récit par le fait que le témoignage d'Arefat et son comportement dans l'affaire d'Orléans sont dignum memorie. On ne doit plus se contenter de répercuter la nouvelle, mais de recomposer un récit d'instruction à vocation édificatrice, au sein duquel « chacun trouve son rôle, du roi qui ordonne l'enquête et préside le synode au « peuple » qui approuve la peine, en passant par les évêques chargés de rappeler la vraie foi à tous », le récit s'achevant sur le triomphe de « la foi catholique dont la lumière éclaira davantage toute la terre, une fois extirpée la folie des pires des insensés ».
Arefat est le « héros » d'une histoire qui se veut instructive et non objective, ce qui justifie le recours à tout l'arsenal des accusations portées dans leurs sermons par les Pères de l'Église. En effet, l'hérésie étant actée, l’historia qu'on en fait ne gagnera que davantage de vertus d'instruction pour le peuple des chrétiens si on ajoute des pratiques imaginaires aux dérives avérées des condamnés : l'essentiel est de prévenir chacun contre les artifices du démon. Dans ce cadre, souligne Huguette Taviani-Carrozzi, il est primordial de ne pas discréditer l'ensemble des informations dont le récit de Paul de Chartres est porteur, mais de saisir sa logique d'ensemble pour distinguer d'une part ce qui en son sein relève des lieux communs sur l'hétérodoxie, d'autre part ce qui constitue pour nous des renseignements d'une toute première valeur historique sur les évènements d'Orléans.

## Une affaire politique

### Le siège épiscopal d'Orléans, un enjeu pour les pouvoirs laïcs

L'évêché d'Orléans était un enjeu entre le roi de France (en bleu sur la carte) et le comte de Blois (en jaune).

La condamnation des hérétiques se place dans un contexte géographique et politique bien particulier. Les rivalités politiques propres à Orléans tiennent en effet une place déterminante dans l'accélération et le dénouement des évènements de décembre 1022, même si elles ne peuvent, à elles seules, expliquer le phénomène hérétique. Principale résidence royale, la ville constituait pour le roi de France Robert le Pieux un enjeu de pouvoir majeur et dans ce cadre il entendait exercer un contrôle étroit sur le siège épiscopal et sur l'entourage de l'évêque, le clergé cathédral. Cependant, si Orléans était cité royale, les comtes de Blois étaient néanmoins tentés d'y imposer leur influence, dans la mesure où elle faisait le lien entre les comtés de Blois, Chartres et Tours d'une part, et leurs domaines du Sancerrois d'autre part.
Ces tensions autour d'Orléans étaient anciennes : une décennie plus tôt, la nomination d'un nouvel évêque pour succéder à Foulque, mort entre 1008 et 1013, avait déjà posé problème, manifestant l'opposition entre le roi et le comte de Blois. Robert le Pieux avait en effet imposé Thierry aux dépens d'Oury, candidat d'Eudes II de Blois, provoquant l'indignation de l'évêque de Chartres Fulbert, dont relevait l'essentiel des territoires contrôlés par Eudes. Fulbert refusait par principe toute intervention laïque dans une élection épiscopale. Sollicité par certains chanoines opposés à la décision royale, il protesta contre une élection qu'il jugeait extorquée par la force et « refusa d'assister au sacre de Thierry, auquel procéda l'archevêque de Sens Liéry, tout acquis au contraire à la politique royale ». Quelque temps après, il choisit cependant de calmer le jeu et dissuada Oury de faire appel au pape.

### Un épisode saillant d'une longue lutte d'influence

#### La revanche d'Oury
Dix ans plus tard, en 1022, l'hérésie d'Orléans manifesta que ces conflits n'étaient pourtant pas réellement éteints. Ainsi, les évènements de décembre 1022 aboutirent au résultat inverse de 1013, marquant la déroute du parti royal à Orléans : à Thierry succéda Oury. C'est d'ailleurs ce dernier qui fit déterrer et jeter dans la rue le corps de l'ancien chantre, Déodatus, sans doute son ancien adversaire, vengeance posthume qui pourrait laisser penser que « le scandale de 1022 était depuis longtemps attendu et qu'il fut volontairement provoqué ». Le fait que ce soit Oury qui ait siégé au synode de décembre 1022 en tant qu'évêque d'Orléans et non Thierry, montre, selon Robert-Henri Bautier, que l'assemblée commença par déposer Thierry et le remplaça aussitôt par Oury. Cela concorde avec une autre source indiquant que Thierry, après s'être réfugié à l'abbaye sénonaise qui l'avait éduqué, était en route pour Rome, vraisemblablement pour plaider sa cause auprès du pape Benoît VIII, lorsqu'il mourut brusquement en chemin le 27 janvier 1023. Sans que cela dédouane les chanoines incriminés de leurs déviances doctrinales, il semble bien que l'éviction de Thierry du siège épiscopal orléanais faisait partie des principaux enjeux de l'affaire — et sans doute du principal objectif de certains de ses protagonistes. À ce compte-là, on avait beau jeu de souligner ses douteuses accointances : Thierry, chapelain de la reine Constance, avait nommé son confesseur, Étienne, chantre de son chapitre, ce qui faisait de Thierry un proche des hérétiques et expliquait sa déposition. Il ne faisait pas bon à cette époque appartenir à l'entourage de la reine à l'instar des condamnés de décembre 1022.

#### Arefat et le déclenchement de l'affaire

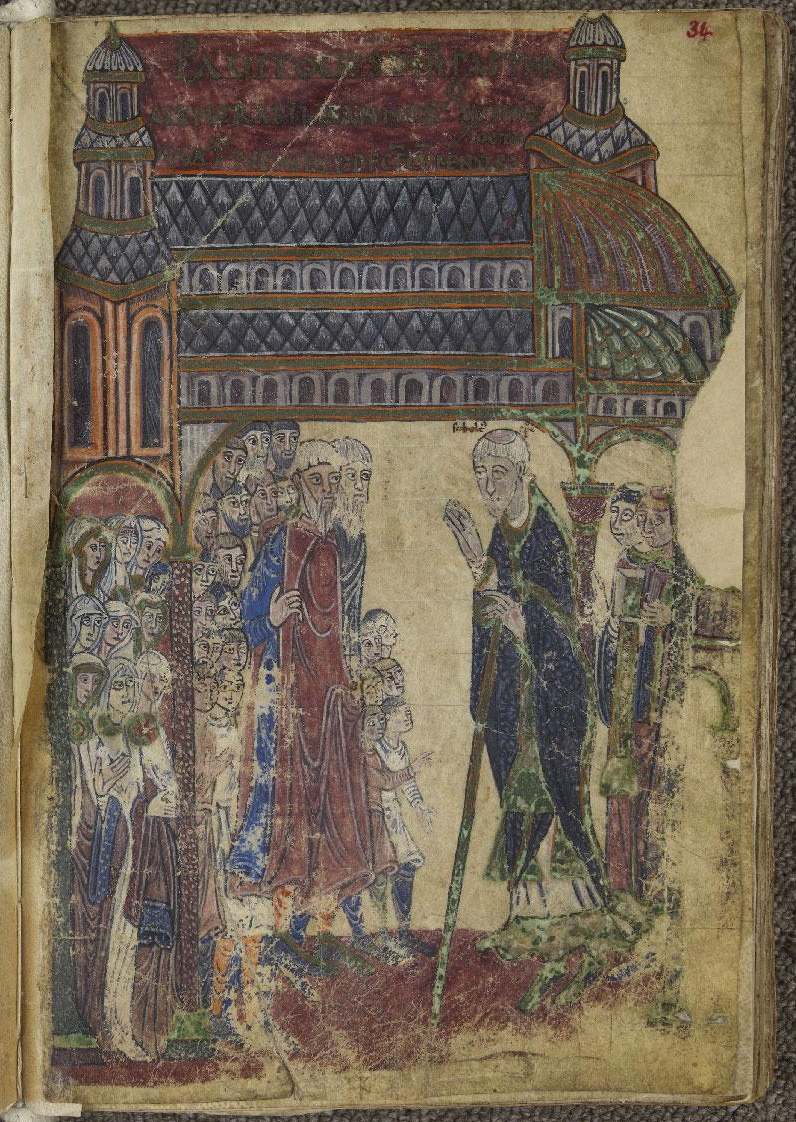
Fulbert de Chartres fut un acteur indirect de l'affaire d'Orléans. Miniature le représentant dans la cathédrale de Chartres, tirée de l'obituaire du chapitre Notre-Dame, XIe siècle, BM Chartres, NAL4, f.

Le processus au terme duquel, selon Paul de Chartres, les hérétiques furent découverts n'est pas sans confirmer cet aspect politique de l'affaire : c'est à l'initiative de clercs et de laïcs originaires de territoires extérieurs au domaine royal que l'affaire fut révélée. Le personnage central est ici Arefat, un laïc qui devint ultérieurement moine à Saint-Père de Chartres en 1027. Oncle maternel du duc Richard II de Normandie, probablement seigneur de Breteuil, il s'étonna, nous dit Paul de Chartres, du discours tenu par un clerc de son entourage, un certain Herbert, qui était parti s'instruire à Orléans auprès du groupe dirigé par Étienne et Lisoie et en était revenu aussi ébloui que désireux de convaincre son seigneur de la qualité de la réflexion canonique des chanoines de Sainte-Croix. Arefat, persuadé que le clerc en question avait été trompé par la « douceur de leur verbe divin » et ainsi « s'était écarté de la voie du salut, s'en ouvrit au duc de Normandie Richard », son parent, qui fit de même auprès du roi Robert le Pieux. Dès lors, Arefat fut chargé de s'introduire dans la communauté des suspects afin de mieux cerner leur doctrine et finalement les dénoncer devant le synode réuni par le roi de France. Il n'est sans doute pas anodin qu'Arefat ait auparavant fait étape à Chartres pour y consulter l'évêque du lieu, Fulbert, et, en son absence (il était à Rome), l'écolâtre Evrard : celui-ci « l'aurait poussé à agir pour assurer la perte des clercs hérétiques d'Orléans », « muni de la marque protectrice de la sainte croix » et instruit sur la façon de « se prémunir contre les diverses méthodes de la séduction diabolique ».
On le voit, la dimension politique de l'hérésie d'Orléans, même si elle n'est pas exclusive d'autres mécanismes, apparaît bien encore ici et deux camps semblent nettement se dégager : d'un côté on trouve le parti du comte de Blois, qui triomphe en 1022, au sein duquel se distinguent Oury, Evrard, Arefat et, dans une moindre mesure, Fulbert ; de l'autre, ceux des vaincus de 1022, issus du domaine royal et plus spécifiquement de l'entourage de la reine Constance : outre les hérétiques eux-mêmes, Thierry, l'évêque déposé, Liery, l'archevêque de Sens, Gauzlin, ainsi qu'Azenarius, Odorannus et - à titre posthume - Deodatus. Éminemment politique, l'affaire d'Orléans « montre que des clans politiques constitués au sein d'un groupe d'intellectuels particulièrement ouverts aux questionnements et aux débats théologiques les plus osés s'affrontent dans l'attribution de sièges épiscopaux à Orléans et à Chartres »: à Chartres, à la mort de Fulbert en 1029 et quelques années plus tard, on retrouve des affrontements similaires (contestation du nouvel évêque de Chartres nommé par le roi…) mettant aux prises des individus dont certains étaient déjà mêlés à l'affaire d'Orléans, notamment Evrard et Arefat.

#### Des condamnés liés à Gerbert d'Aurillac
Du reste, l'explication politique à l'affaire d'Orléans n'est pas incompatible avec une certaine audace dogmatique de la part de certains de ses protagonistes. Plusieurs parmi les membres du parti royal étaient des disciples de Gerbert d'Aurillac, qui dut lui-même quelques années auparavant se défendre de certains soupçons de dérives doctrinales. Suspect d'hétérodoxie, Gerbert, alors archevêque de Reims, fut contraint à une profession de foi publique qui, comme le souligne Robert-Henri Bautier, « marquait précisément la position de l'orthodoxie sur tous les points qui allaient faire l'objet de croyances hétérodoxes des prétendus manichéens du XIe siècle »,. D'ailleurs, l'un des plus discrets participants au synode, et membre du premier cercle de l'entourage royal, l'abbé de Fleury et archevêque de Bourges Gauzlin, choisit de prononcer presque mot pour mot la profession de foi de Gerbert. C'est peut-être contraint qu'il manifesta ainsi ostensiblement ses distances avec les accusés après s'être, au moment du synode, réfugié dans un prudent silence auquel ses liens et sympathies avec les accusés le condamnaient. Jean-Pierre Poly et Éric Bournazel vont même jusqu'à parler de « chasse aux sorcières » parmi les clercs lettrés dans les mois qui suivent le synode, notamment dans l'entourage royal.

### Les motivations complexes de Robert le Pieux
Reste que celui qui convoque le synode pour condamner les hérétiques est Robert le Pieux lui-même. Comment expliquer cette attitude d'un roi qui permet ainsi le triomphe du parti de son ennemi, le comte de Blois ? Plusieurs hypothèses, nullement exclusives les unes des autres, peuvent être avancées. D'abord, la piété sincère de Robert a pu se scandaliser des dérives doctrinales des clercs orléanais. Surtout, le synode fut peut-être l'occasion d'engager un spectaculaire retournement d'alliance, qui se concrétisa en 1024 quand les deux princes se lancèrent conjointement dans la conquête de la Lorraine pour Robert et du royaume de Bourgogne pour Eudes de Blois : « en d'autres termes, l'accusation d'hérésie aurait constitué ici un prétexte commode, d'ailleurs vraisemblablement conforté par les spéculations intellectuelles des chanoines, pour aboutir à un compromis avec les seigneurs rivaux de Robert dans le domaine royal ».
Une dernière motivation de la démarche royale s'articule aisément avec les deux premières : les relations de plus en plus tendues alors entre le roi et la reine Constance, dont les chanoines orléanais et l'évêque Thierry étaient proches, ont pu pousser Robert à rompre avec le parti angevin, soutien traditionnel du roi contre le comte de Blois et auquel Constance était liée par sa mère, pour se rapprocher de la maison de Blois et notamment de sa précédente épouse, Berthe de Bourgogne, belle-mère d'Eudes II de Blois et grand-mère de l'évêque Oury. Ainsi, les motivations religieuses, politiques et conjugales peuvent aisément se combiner pour expliquer la démarche royale, sans oublier que Robert, en prenant l'initiative de convoquer le synode, manifestait ainsi son autorité en matière de défense de l'Église et de la foi.

## Un contexte déterminant: la réforme de l'Église

### L'affaire d'Orléans, un épisode du «printemps des hérésies»
L'hérésie d'Orléans ne peut se comprendre sans faire référence au contexte du XIe siècle, c'est-à-dire celui du triomphe de l'idéal de réforme et sa radicalisation dans des mouvements évangéliques, plus ou moins bien tolérés par l'Église établie. Les historiens ont d'ailleurs multiplié à ce propos les controverses en cherchant notamment beaucoup à replacer l'affaire dans un contexte général. Ils ont notamment tenté d'en faire le symptôme de modifications profondes au sein de la société médiévale. C'est notamment la perspective adoptée par l'école mutationniste, autour de Georges Duby, Jean-Pierre Poly et Éric Bournazel, qui a considéré les mouvements hérétiques du premier XIe siècle comme la manifestation des bouleversements sociaux intervenus selon eux à la charnière des Xe siècle et XIe siècle (la « mutation féodale »). Duby rapprochait ainsi ce « printemps des hérésies » et le mouvement de la « Paix de Dieu », éléments distincts « d'un même processus destiné à purifier l'Église et la société féodale ». D'autres historiens, parmi lesquels notamment Robert-Henri Bautier ou Dominique Barthélemy ont au contraire cherché à limiter la portée de l’événement à sa dimension régionale, aussi bien sur les plans politique que culturel ou intellectuel, un épiphénomène qui ne porterait pas « la marque visible d'un mouvement généralisé de remise en cause de l'Église et de la société ».
Quoi qu'il en soit, l'affaire d'Orléans se distingue des autres résurgences hérétiques du XIe siècle dans la mesure où elle ne peut être considérée comme une hérésie « populaire ». Sur ce point, les récits de Raoul Glaber, qui évoque des clercs contaminés par une femme « possédée du démon » venue d'Italie, ou d'Adémar de Chabannes, qui parle d'un paysan-sorcier natif du Périgord comme source de diffusion de l'hérésie à Orléans, ne peuvent être pris au sérieux ; comme le souligne Robert-Henri Bautier, « les “semences du diable” […] n'ont guère coutume de germer par de telles voies au niveau des hautes écoles » : l'affaire d'Orléans est bien une hérésie savante et non « populaire ».

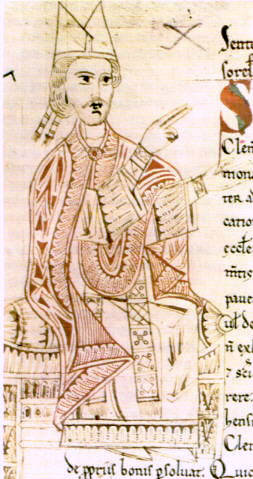
La volonté de réforme de l'Église, telle qu'elle fut menée à bien notamment par Grégoire VII, animait à la fois les condamnés d'Orléans et leurs juges.

### Emballement de la demande sociale de réforme
Reste que le surgissement de l'hérésie d'Orléans, comme d'autres mouvements du même type au XIe siècle peut aussi être envisagé comme la manifestation que les réformateurs institués, notamment les milieux monastiques, seraient confrontés à un emballement de la demande sociale et religieuse sur la question. De fait, dans les années 1020, les chroniqueurs signalent des prédicateurs professant des doctrines contraires à l'orthodoxie catholique à Arras, Orléans, Châlons-sur-Marne, en Aquitaine, à Goslar en Germanie, en Lombardie. Ils critiquent certains dogmes du christianisme et s'attaquent finalement à l'organisation sociale de leur époque en remettant en cause le clergé, dont la hiérarchie et le comportement leur paraissent trop éloignés des préceptes évangéliques. Ces mouvements contestataires n'ont pas été importés d'Orient, ils sont nés en Occident, et, tout comme le monachisme à la même époque, ils prétendent par leur ascétisme expier les péchés du peuple en renouant avec l'idéal de l'Église primitive (pauvreté, vie communautaire), auquel s'ajoute une volonté explicite de communiquer directement avec Dieu par la prière.
Cette sourde remise en cause du pouvoir sacramentel des prêtres constituait une menace réelle pour une hiérarchie ecclésiale en passe d'être réformée. Comme le soulignent Myriam Soria-Audebert et Cécile Treffort, les moines eux-mêmes pouvaient craindre que leurs prières et leurs reliques n'en sortent dévaluées ; Paul de Chartres ne relève-t-il pas que « ces mêmes hérétiques considéraient comme  inutile la vénération des saints et des confesseurs » ?

### Le pouvoir épiscopal, première cible des hérétiques
C'est cependant la figure de l'évêque qui était la plus brutalement contestée par les spéculations des hérétiques d'Orléans. Comme le percevait bien Jean de Ripoll, ces derniers déstabilisaient les fondements-mêmes de l'autorité épiscopale, puisqu'ils niaient « la grâce du saint baptême », ainsi que l'eucharistie (« la consécration du corps et du sang du Seigneur »), contestaient « qu'on pût recevoir le pardon des péchés » et « se détournaient des liens du mariage » : autant de pouvoirs essentiels ainsi retirés aux prêtres, et à l'évêque en tout premier lieu, considéré comme « rien » par les hérétiques selon André de Fleury.
Quand on sait à quel point la liturgie est un acte social, on comprend bien ce qu'avait de potentiellement ravageur cette volonté des hérétiques de dénier à l'évêque toute aptitude à exercer sa médiation liturgique et donc à démontrer sa puissance sacrée. Laurent Jégou, spécialiste de la figure de l'évêque au Moyen Âge, souligne ainsi que « en assimilant l'encens, le son des cloches ou les psalmodies à des superstitions, ils s'attaquaient au faste dont les évêques paraient les célébrations liturgiques ; or ces pratiques étaient pour les prélats l'occasion d'impressionner les fidèles et d'asseoir leur autorité sacrée ». Dans le même ordre d'idées, prétendre que l'évêque ne pouvait effectivement absoudre un pénitent de ses péchés, c'était lui retirer un indéniable « ascendant sur les fidèles en général et ceux qu'il réconciliait en particulier », dans la mesure où ces derniers, parce qu'il leur avait accordé sa miséricorde, devenaient ses obligés. En outre, les lieux auxquels les dissidents orléanais déniaient tout caractère sacré, église et cimetière, perdaient du même coup leur dimension d'instrument du pouvoir épiscopal. Le bâtiment ecclésial ne pouvait plus dès lors servir de cadre au déploiement du prestige de l'évêque ni manifester sa puissance, et le cimetière, ravalé au rang de vulgaire champ, ne pouvait plus jouer le rôle dissuasif qu'il avait jusqu'alors dans les mains de l'évêque, celui-ci pouvant refuser aux excommuniés l'enterrement en terre chrétienne.
Comment expliquer une telle charge, de la part des hérétiques, contre la figure épiscopale ? Le lien avec le désir de réforme de l'Église semble évident. De fait, la volonté de réforme d'un clergé jugé par trop dépendant des pouvoirs laïcs fait consensus à cette époque en Occident. De ce point de vue, le siège épiscopal d'Orléans pouvait fort bien servir de cas d'école pour justifier ce désir de réforme : pensons aux manœuvres de pouvoir manifestant des préoccupations forts terrestres de la part des acteurs mêlés à la nomination de Thierry II d'Orléans au poste d'évêque en 1013… Dans ce cadre, on comprend mieux pourquoi l'hérésie d'Orléans remettait en cause les assises institutionnelles, liturgiques ou topographiques de l'évêque.

### L'accusation de simonie, un moyen de stigmatiser l'adversaire auXIesiècle
La menace était réelle pour l'institution ecclésiastique, à Orléans comme ailleurs, de se faire déborder par un discours radical alimenté à la fois par les dérives simoniaques dont elle se rendait coupable et par la volonté de lutte contre la simonie qu'elle invoquait régulièrement. Dès lors, on choisit de stigmatiser les dissidents d'Orléans en retournant contre eux l'accusation que portaient en filigrane leurs innovations théoriques. C'est à qui serait le plus zélé dans la dénonciation de la simoniaca heresis. Cette concurrence pour occuper l'avant-garde du combat pour la réforme est notable concernant l'affaire d'Orléans : on y voit des auteurs monastiques (Adémar de Chabannes, Raoul Glaber) dénoncer les dérives doctrinales des accusés du synode comme le produit déplorable de la simonie.
Peu importe que les hérétiques proclament leur volonté de pureté : l'essentiel est de disqualifier l'adversaire en le qualifiant du terme infamant de simoniaque, ce qui permet en outre  à l'auteur d'afficher au passage sa volonté de lutter pour une réforme qui fait globalement consensus, ou en tout cas qui bénéficie d'une dynamique certaine à cette époque et mettre fin à la mainmise des laïcs sur les questions religieuses en Occident. Les historiens soulignent d'ailleurs que les accusés sont qualifiés d'« hérétiques » sans qu'on définisse avec précision la doctrine qu'ils défendent : « la documentation ne les traite que de façon globale et les condamne sans chercher à les caractériser avec précision » ; il ne s'agit pas de débattre de points de doctrine, mais de renvoyer au stigmate de l'hérétique celui qui conteste avec trop de force le pouvoir de l'ordre établi, y compris au sein de l'Église.
Face au danger d'une inacceptable remise en cause de l'autorité de l'Église, cette dernière répliqua par la condamnation pour hérésie de ces chrétiens trop hardis et prit conscience de la nécessité de mieux contrôler à la fois le mouvement de réforme et les croyances et comportements des laïcs.

### Condamner les hérétiques au bûcher pour mieux reprendre en main la réforme
Dans ce but, on souligna l'indispensable médiation des ecclésiastiques dans l'accès aux Écritures, dans les grands rites scandant les différentes étapes de la vie des chrétiens (baptême, mariage, services religieux aux morts), ainsi que la sacralité absolue de certains lieux ou objets (église, autel, cimetière, relique ou crucifix), sacralité contestée par les hérétiques d'Orléans. Comme le souligne Florian Mazel, « l'affirmation de la médiation ecclésiale débouche  ainsi logiquement sur le contrôle des comportements et des identités sociales ».
Il semble bien que les spéculations des chanoines hérétiques d'Orléans aient alimenté la crainte, au sein de l'Église, de voir les laïcs s'en saisir pour justifier de nouvelles pratiques qui, dans une sorte de mouvement de réforme particulièrement radical, auraient submergé les cadres sociaux antérieurs et notamment remis en cause la prééminence de la hiérarchie ecclésiale dans la société médiévale. D'où la spectaculaire condamnation de Noël 1022 : la grande sévérité du jugement permettait de réaffirmer les prérogatives judiciaires de l'évêque dans la société chrétienne d'Occident. Le recours au bûcher peut être placé dans cette perspective, celle d'un rejet catégorique et ostensible des doctrines hétérodoxes de la part de l'Église et du roi. Cette dimension spectaculaire de la peine peut néanmoins également être envisagée du point de vue des juges comme un moyen − radical − d'évaluer la piété des accusés, dans une sorte d'épreuve ordalique telle qu'on pouvait ordinairement la faire subir à des reliques pour les authentifier. On passa ainsi de la mise à l'épreuve du feu des restes de saints aux saints eux-mêmes, ou du moins à ceux qui prétendaient s'approcher de la sainteté : « Adémar de Chabannes s'en fait le témoin lorsqu'il rapporte qu'« aucune trace de leurs os ne fut trouvée », manière d'affirmer que ce sont des hérétiques et non des saints qui avaient été brûlés ».